# Bureau van den Heuvel
Bureau van den Heuvel was een televisieprogramma op de Nederlandse Publieke Omroep TROS gepresenteerd door John van den Heuvel.
In dit televisieprogramma onderzocht John van den Heuvel de misdaden door een samenwerking van slachtoffers, bestrijders en daders. Vooraf vertelde van den Heuvel het volgende: "Ik duik wederom in de onderwereld. Ik wil in het programma ingaan op de actualiteit en achtergronden van de zware criminaliteit. Daarbij moet je ook denken aan de grote strafzaken die op dit moment spelen zoals rond de Hells Angels, Willem Holleeder, Mink K." Ook kwamen grote criminelen hun woord doen in het programma.